# Paruline à cimier jaune
Myioborus flavivertex
Espèce
Statut de conservation UICN

 LC  : Préoccupation mineure
La Paruline à cimier jaune (Myioborus flavivertex) est une espèce de passereaux appartenant à la famille des Parulidae.

## Distribution et habitat
La Paruline à cimier jaune est endémique de la Colombie.  Elle habite les forêts montagneuses et les lisières forestières de la Sierra Nevada de Santa Marta.  Elle fréquente les zones entre 2 000 m et 3 000 m d'altitude.

Carte de répartition de l'espèce